# Полтава Леонід Едвардович
Леонід Полтава (справжнє ім'я Леонід Едвардович Пархомович, прізвище-оберіг Єнсен, нар. 24 серпня 1921, Вовківці, нині Роменська міська громада, Роменський район, Сумська область — пом.19 квітня 1990 Нью-Йорк, США) — український поет в еміграції після Другої світової війни, громадський діяч в Райхскомісаріаті Україна та ДіПі (таборах українців у Німеччині). Журналіст радіо «Свобода» та радіо «Голос Америки». Драматург, редактор еміграційних видань ОУН(б), член спілок ОУП «Слово» та АДУКу — Асоціації Діячів Української Культури.

## Життєпис
Народився в родині сільського лікаря Едуарда Адамовича Пархомовича, мати Любов Іванівна — учителька. Батька згодом вбили працівники НКВС СССР, переслідували матір.
Навчався у Ніжинському учительському інституті (1940). Після втечі сталінської влади з України — активіст культурницького руху, кореспондент українських видань Ромен та Харкова. Згодом — у підпіллі, у числі остарбайтерів у Німеччині. Зокрема, разом з поетом Леонідом Лиманом, за допомоги Володимира Ярошевича потайки вивіз українські шрифти з колишньої друкарні журналу «Дозвілля» та газети «Земля» з міста Плауена (радянська окупаційна зона) і, таким чином, започатковано український друк спочатку в Реґенсбурзі на Дунаї, а згодом — «Прометей» видавництво в Новому Ульмі. Опинявся кількаразово в концтаборах; у повоєнні роки — у таборах для біженців у Німеччині. Живе кілька років у Парижі, потім у Мадриді очолює український відділ Іспанського радіо, згодом працює на радіо «Свобода» у Мюнхені. 
З 1958 — у США, де працює в українській редакції радіо «Голос Америки», редагує щоденник «Свобода».
Похований на українському православному цвинтарі Св. Андрія у Саут-Баунд-Бруку, штат Нью-Джерсі.

## Літературна творчість
1946-го виходить його перша збірка «За мурами Берліна», до якої ввійшли поезії часів війни, а 1948 — збірка «Жовті каруселі». 1952 у Мюнхені було видано невеличку збірку його новел під назвою «У вишневій країні». Згодом за океаном виходять ще чотири поетичні збірки: «Біла трава», «Вальторна», «Із еспанського зшитка», «Смак Сонця». У 1953 виходить збірка «Українські балади», а у 1958 — «Римські сонети».
Письменник часто казав: «Люблю працювати для дітей!» і частина його творчого доробку — для дітей: «Лебеді», «Котячий хор», «Абетка веселенька для дорослих і маленьких», вірші, казки, поеми, оповідання, лібретто оперет «Лис Микита», «Лісова царівна», «Мавпячий король», «Лисячий базар».
Прикметний твір-хроніка — історичний роман «1709» про часи українсько-шведського союзу та війну з Росією. 1968 написав репортажну повість «Над блакитним Чорним морем» з 1917—1922 років. Події в ній відбуваються у Туреччині, Болгарії та Чехії.

## Твори
Поетичні збірки:
- За мурами Берліна (1946)
- Жовті каруселі (1948)
- Римські сонети (1958)
- Біла трава (1964)
- Валторна (1972)
- Смак сонця (1981)
- Обжинки (2000), збірка новел
- У вишневій країні (1952)

Поеми:
- Нескінчений бій (1959),
- Райдуга (1963),
- Семен Якерсон з України (5–7 березня 1966 , Вашингтон) — поема про сотника Армії УНР Семена Якерсона

П'єси:
- Чого шумлять верби (1950),
- Чужі вітри (1954),
- Заметіль (1967),

Твори для дітей:
- Подорожі і пригоди Миклухи-Маклая: Каарам-Тамо — людина з місяця (1955);
- Слон по Африці ходив (1955);
- Абетка веселенька для дорослих і маленьких (1969);
- Котячий хор (1976);
- Маленький дзвонар із Конотопу;
- Хто як говорить? (2011) тощо.
- Ярослав Паладій. Абетка з історії України: Текст Леоніда Полтави. — Вид. 3-тє. — К. : Варта, 1994.

Романи та повісті:
- Чи зійде завтра сонце? (1950-ті, повість)
- 1709 (історичний роман)
- Над блакитним Чорним морем (1968, повість)

## Вшанування пам'яті
В Полтаві існує вулиця Леоніда Полтави.
В місті Ромни також існує вулиця Леоніда Полтави. А також про нього пише Роменський альманах.
2022 року одна з вулиць у місті Суми названа на честь Леоніда Полтави.
Художник-графік Микола Михайлович Бондаренко створив портрет Леоніда Полтави, надрукований в альбомі «Корінням із Сумщини»